# Брутии
Брутиите (на латински: Bruttii; Gens Bruttia; на гръцки: Βρύττιος) са римска фамилия, разпространена в Южна Италия. Мъжете носят името Брутий (Bruttius), a жените – Брутия (Bruttia).
- Брутий Презенс, сенатор, 300 г. corrector на Лукания/Брутиум
- Квинт Брутий Сура, генерал против Митридат VI в Беотия 87 пр.н.е.
- Луций Брутий Максим, проконсул на Кипър 80 г.
- Гай Брутий Презенс, консул 139 г.; 124 – 128 г. легат на Долна Мизия, дядо на Брутия Криспина
- Гай Брутий Презенс (консул 153 г.), син на горния, баща на Брутия Криспина
- Брутия Криспина, съпруга на император Комод
- Луций Брутий Квинтий Криспин, консул 187
- Гай Брутий Презенс (консул 217 г.), патрон на Канизиум
- Гай Брутий Криспин, консул 224
- Гай Брутий Презенс (консул 246 г.)